# 高島 (長崎県長崎市)
高島（たかしま）は、九州北西部の長崎半島西沖合にある島。全島が長崎県長崎市（2005年1月3日までは西彼杵郡高島町）に属する。

## 概要
- 面積：約1.23km2
- 人口：382人（2015年国勢調査）

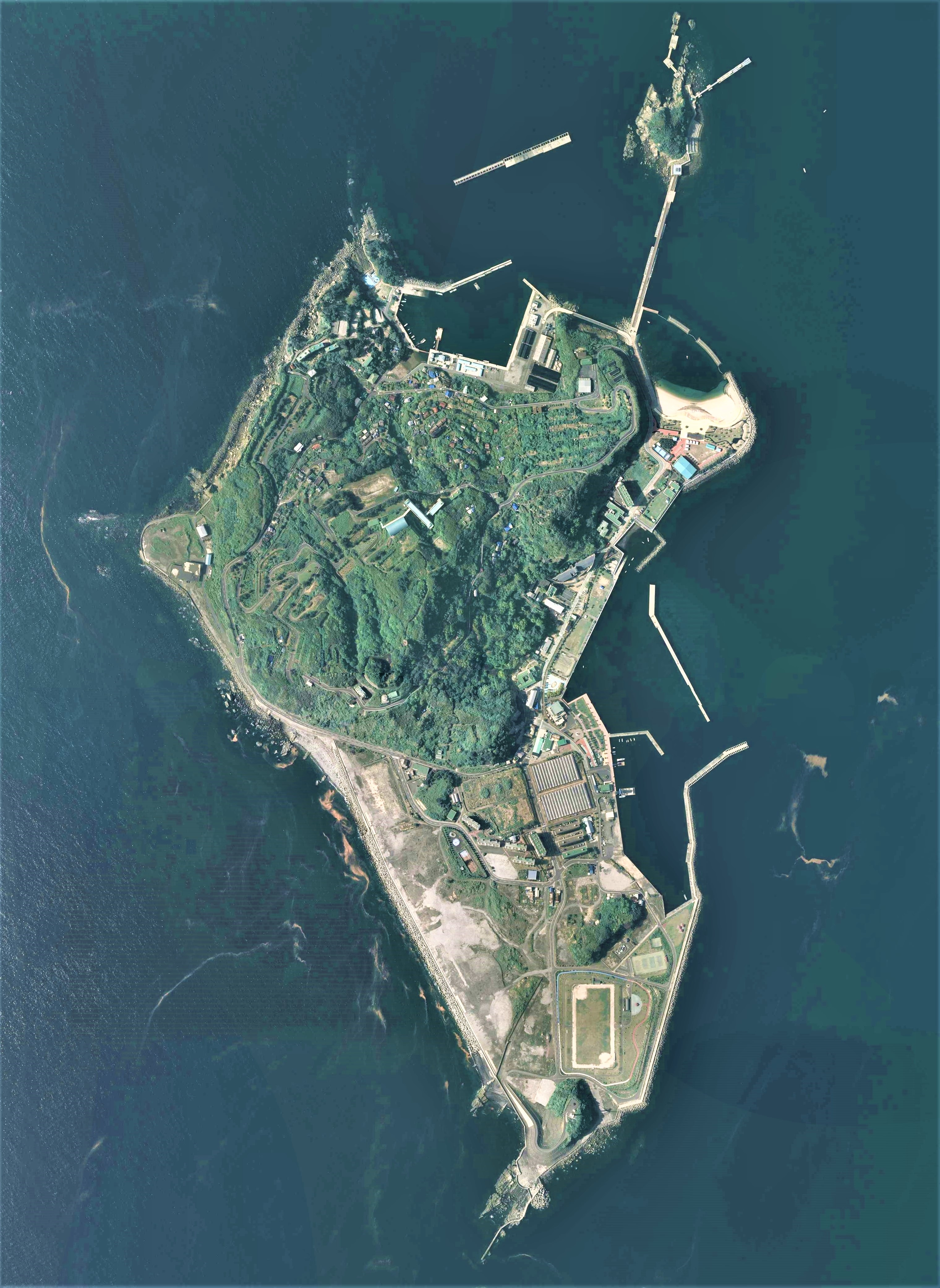
高島の空中写真（2010年5月3日撮影の4枚を合成作成）

島は古第三紀高島層からなり、最高峰の権現山（114m）が島中央部のやや北方にある。全体にケスタ地形をなし、北側海岸は急な崖となっている。
もとは高島本島と属島の上二子島・下二子島・飛島があったが、上下二子島と本島は炭鉱からのボタで埋め立てられ陸続きとなり、そこに高層アパートが林立した。また、飛島も防波堤により陸続きとなっている。
気候は温暖多雨であるが水資源を確保することができないため、対岸の三和地区から海底送水管で送水している。
長崎市設小売市場条例により生鮮食料品店などが入る長崎市設高島市場（長崎市高島町2706番地8、1971年（昭和46年）4月1日築）が開設されていたが、施設が老朽化しており他に民間のスーパーがあるため、条例改正により2023年（令和5年）3月末で閉鎖されることになった。
宿泊施設については、1973年（昭和48年）に雇用促進事業団（当時）が建設し、旧高島町勤労者福祉事業公社が運営する「高島総合福祉センター」（鉄筋コンクリート5階建て、8室）があった。2005年（平成17年）の市町村合併後は長崎市が管理を引き継ぎ「しまの宿 五平太」として運営されていた。施設の老朽化に伴い、2021年（令和3年）度の長崎市公共マネジメント地区別計画で原則として廃止か民間移譲の方針が示されたが、2022年（令和4年）度までに応募する民間事業者はなかった。そのため「しまの宿 五平太」は2023年（令和5年）9月末で閉館することになり島から宿泊施設が無くなることになった。

## 歴史
伝説では平家の落人が初めて島に住んだと伝えられるが、江戸時代以前に確実に常住者がいた記録はない。
江戸時代には佐賀藩領となり、1642年（寛永19年）に同藩によって長崎港警備のための遠見番所が置かれた。1695年（元禄8年）には肥前国松浦郡江迎の五平太が島内で石炭を発見、伊万里・波佐見における製陶用燃料として用いられた。
明治以降は高島炭鉱が島の主産業の座を占めていたが1986年（昭和61年）に閉山後は人口が急減した。

## 産業
江戸時代初期から採掘が始まっていた高島炭鉱が明治時代初期にイギリス商人トーマス・グラバーらによって本格的な近代炭鉱として開発された。1965年（昭和40年）ごろには従業員約3,000人、年間出炭量約127万tに達したがその後漸減、1985年（昭和60年）頃には年間出炭量約65万tに低落した。同年の坑内事故、生産調整等により1986年（昭和61年）11月27日をもって高島炭鉱は閉山された。
閉山後は磯釣り公園の整備等を行い観光開発を模索しているほか、トマトのハウス栽培が盛んになっている。

## 交通

### 島へのアクセス
長崎港より長崎汽船の高速船「コバルトクィーン」で35分。

### 島内交通
島内の公共交通機関としては長崎市コミュニティバス高島線（富川運送が運行受託）が運行されている。

## 名所・観光スポット
- グラバー別邸跡
- 北渓井坑跡 - 2015年（平成27年）、「明治日本の産業革命遺産 製鉄・製鋼、造船、石炭産業」の構成資産「高島炭坑」として世界遺産に登録されている。
- 長崎市高島石炭資料館
- 高島いやしの湯